# Bert Sakmann
Bert Sakmann   (Stuttgart, 12 de juny de 1942) és un fisiòleg cel·lular alemany. Va compartir el Premi Nobel de Fisiologia o Medicina amb Erwin Neher el 1991 pel seu treball sobre "la funció dels canals iònics individuals a les cèl·lules" i la invenció de la pinça de pegat. Bert Sakmann va ser professor a la Universitat de Heidelberg i membre científic emèrit de l'Institut Max Planck d'Investigació Mèdica a Heidelberg, Alemanya. Des de 2008 dirigeix un grup de recerca emèrit a l'Institut Max Planck de Neurobiologia.

## Biografia
Va néixer el 12 de juny de 1942 a la ciutat de Stuttgart, població situada a l'estat de Baden-Württemberg, fill d'Annemarie (de soltera Schaefer), una fisioterapeuta, i de Bertold Sakmann, un director de teatre. Es va matricular a la Volksschule de Lindau i va completar el Gymnasium Wagenburg a Stuttgart el 1961. Va estudiar medicina a partir del 1967 a Tübingen, Friburg, Berlín, París i Munic. Després de completar els seus exàmens mèdics a la Universitat Ludwig-Maximilians de Munic, es va convertir en assistent mèdic el 1968 a la Universitat de Munic, alhora que treballava com a assistent científic (Wissenschaftlicher Assistant) al Max-Planck-Institut für Psychiatrie de Munic, al Departament de Neurofisiologia sota Otto Detlev Creutzfeldt. El 1971 es va traslladar al University College de Londres, on va treballar al Departament de Biofísica amb Bernard Katz. El 1974, va completar la seva tesi mèdica, sota el títol Elektrophysiologie der neuralen Helladaptation in der Katzenretina (Electrofisiologia de l'adaptació de la llum neural a la retina del gat) a la Facultat de Medicina de la Universitat de Göttingen.

## Recerca científica
L'any 1971 inicià la seva col·laboració amb Erwin Neher desenvolupant una tècnica, anomenada Patch-clamp, de pinçament de la membrana cel·lular que permeten mesurar el flux de ions a través dels canals d'aquesta, una tècnica de vital importància per la investigació biològica cel·lular i basada en els treballs realitzats per Bernard Katz sobre els canals iónics.
L'any 1991 fou guardonat, juntament amb Erwin Neher, amb el Premi Nobel de Medicina o Fisiologia el desenvolupament de tècniques, anomenades "Patch-clamp", que permeten mesurar el flux d'ions a través de la membrana cel·lular.